# 思秋期 (映画)
『思秋期』（ししゅうき、Tyrannosaur）は、2011年のイギリスのドラマ映画。俳優パディ・コンシダインの長編映画監督デビュー作で、脚本も務めている。出演はピーター・マランとオリヴィア・コールマンなど。自暴自棄な生活を送る粗暴なやもめ男と夫によるDVに苦しむ女性との心の交流を描いている。
第24回東京国際映画祭ではWORLD CINEMA部門で『ティラノサウルス』の題で上映された。

## ストーリー
ジョセフは感情が昂ると暴力衝動を全く抑えることができない凶暴な男で周りから疎まれている。数年前に妻を亡くしてから、彼をまともに相手にしてくれるのは近所に住む少年サムと飲み仲間のトミーだけであり、古くからの親友はガンで死にかけている。そんなある日、ジョセフはチャリティ・ショップで働く女性ハンナと出会う。信心深く心優しいハンナと接するうちに徐々にジョセフの頑なな心も溶けて行く。しかし、裕福な家庭の主婦として幸せに暮らしていると思われたハンナもまた他人に言えない苦しみを抱えていた。実はハンナの夫ジェームズから激しいDVを受けていたのである。ある日、ハンナがジョセフと親しくしている様子に激高したジェームズはハンナに激しい暴行を加える。ハンナは家を逃げ出してジョセフのもとに身を寄せる。戸惑うジョセフだったが、周りは外面のいいジェームズの味方しかしないため行き場がないと言うハンナと共同生活を始める。2人の関係が急速に近づいて行くと、ジョセフはハンナに黙ってジェームズに会いに行く。ところが、ジェームズとハンナの家でジョセフが目撃したのはジェームズの死体だった。ハンナはジェームズの殺害を隠していたことをジョセフに泣いて詫びるが、ジョセフはそんなハンナを前に立ち尽くすしかなかった。そしてハンナは逮捕・収監される。
それから1年、ジョセフの人生も大きく変わっていた。ジョセフにとって数少ない親しい存在だった少年サムが、母親の恋人が飼っている犬に顔を噛まれて大怪我を負う事件が起きる。かねてよりその犬にも飼い主である男にも憤りを感じていたジョセフはサムを救えなかった後悔もあり、その犬を殴り殺してしまう。これによりジョセフは逮捕され、出所後に居を変えていた。新しい住所を収監中のハンナに手紙で知らせたジョセフは身なりを整え、ハンナに面会する。
原題の「Tyrannosaur（ティラノサウルス）」はジョセフが亡き妻（糖尿病に伴う心臓発作で数年前に死亡）に付けていたあだ名であり、過食で大柄だった妻を揶揄したものである。ジョセフのセリフでは映画『ジュラシック・パーク』から取ったとしている。

## キャスト
- ジョセフ: ピーター・マラン
- ハンナ: オリヴィア・コールマン
- ジェームズ: エディ・マーサン
- ボッド: ポール・ポップルウェル（英語版）
- サミュエル（サム）: サミュエル・ボトムリー（英語版）
- ケリー: シアン・ブレッキン（英語版） - サムの母親。
- トミー: ネッド・デネヒー（英語版）

## 作品の評価

### 映画批評家によるレビュー
映画レビュー集積サイトRotten Tomatoesでは、86件のレビューで支持率は83%、平均点は10点満点中7.3点で、批評家の一致した見解は「『思秋期』は、はるか彼方にある救済を求める暴力的な男たちの残酷で率直な、そして最終的には報われる物語である。」となっている。
Metacriticによれば、18件の評論のうち、高評価は11件、賛否混在は6件、低評価は1件で、平均点は100点満点中65点となっている。

### 受賞歴
| 映画祭・賞                       | 部門                                 | 候補                                                              | 結果       |
| -------------------------------- | ------------------------------------ | ----------------------------------------------------------------- | ---------- |
| 英国アカデミー賞                 | 新人脚本家・監督・製作者賞           | ディアミッド・スクリムショウ（製作） パディ・コンシダイン（監督） | 受賞       |
| 英国インディペンデント映画賞     | 作品賞                               | 『思秋期』                                                        | 受賞       |
| 英国インディペンデント映画賞     | 監督賞                               | パディ・コンシダイン                                              | ノミネート |
| 英国インディペンデント映画賞     | ダグラス・ヒコックス賞（新人監督賞） | パディ・コンシダイン                                              | 受賞       |
| 英国インディペンデント映画賞     | 主演男優賞                           | ピーター・マラン                                                  | ノミネート |
| 英国インディペンデント映画賞     | 主演女優賞                           | オリヴィア・コールマン                                            | 受賞       |
| 英国インディペンデント映画賞     | 助演男優賞                           | エディ・マーサン                                                  | ノミネート |
| 英国インディペンデント映画賞     | 製作業績賞                           | 『思秋期』                                                        | ノミネート |
| インディペンデント・スピリット賞 | 外国映画賞                           | 『思秋期』                                                        | ノミネート |
| ロンドン映画批評家協会賞         | ブレイクスルー英国映画作家賞         | パディ・コンシダイン                                              | ノミネート |
| ロンドン映画批評家協会賞         | 英国男優賞                           | ピーター・マラン                                                  | ノミネート |
| ロンドン映画批評家協会賞         | 英国女優賞                           | オリヴィア・コールマン                                            | 受賞       |
| サテライト賞                     | 映画主演女優賞                       | オリヴィア・コールマン                                            | ノミネート |
| サテライト賞                     | オリジナル脚本賞                     | パディ・コンシダイン                                              | ノミネート |
| エンパイア賞                     | 英国作品賞                           | 『思秋期』                                                        | ノミネート |
| エンパイア賞                     | 女優賞                               | オリヴィア・コールマン                                            | 受賞       |